# Адаптивна реакція
Під терміном адаптивний (лат. adaptare «пристосовуватись») в біології та кібернетиці розуміють здатність організмів і саморегульованих систем активно пристосовуватися до мінливих умов навколишнього середовища.
Зазвичай термін використовується у вужчому значенні ніж адаптація і часто стосується здатності органів чуттів, зокрема очей і слуху, пристосовуватися до сили подразників. Так, наприклад, око пристосовується до мінливих умов освітлення через розмір зіниці та перехід між денним і нічним зором.
Адаптивні реакції відбуваються не тільки в органах, а й і в клітинах. Ядерна медицина досліджує, як малі дози радону активують власні захисні механізми організму проти утворення радикалів. Вважається також, що слабке іонізуюче випромінювання має захисну дію проти раку. Вчений-біолог Теодор Дін Лакі пояснює це адаптивною реакцією клітини на стрес (аналіз гормезису на рослинах і нижчих тваринах).
Лімфоцити та інші типи клітин будуть менш чутливими до генетичних хвороб при надзвичайно низьких «адаптивних функціях» генотоксичних речовин, якщо вони отримуватимуть вищу дозу подібних сполук.
Вже давно відомо, що до сильної нестачі кисню (гіпоксії) може пристосуватися не тільки дихання, а й тканинний обмін речовин. Гарячка є не лише субпродуктом прискореного метаболізму, а ще й адаптаційною реакцією, яку демонструють деякі ящірки. У теплокровних тварин температура тіла підвищується, аби прискорити знищення патогенних мікробів імунною системою.
Під час знеболювальної терапії досліджується адаптивна реакція ноцицепторів, а також явище так званої больової пам'яті. Навіть у пародонтології припускають наявність адаптивних механізмів при розхитуванні зубів, а саме: зміна положення зубів під час випадіння запобігає травмуванню і допомагає подальшому закріпленню зуба.
На плодових деревах адаптивна реакція проявляється як розсоха на гілках, спричинена перенавантаженням фруктами (випробування проводились на яблунях та сливах віком від 3 до 5 років).
У бактерій внаслідок стресу виникають мутації у тих випадках, коли лактоза є єдиним доступним джерелом харчування. Збільшення частоти мутацій пояснюється активацією власних відновлювальних систем ДНК клітин, які в нормальних умовах є менш активними.
Питання про те, як живі організми пристосовуються через покоління до зміненого середовища («еволюційна адаптація») є одним із напрямків досліджень еволюційної біології.
Психологія описує адаптивну реакцію як пристосування поведінки залежно від змін у навколишньому середовищі. У навчальній поведінці, наприклад, це інтерпретується як форма самоорганізації.
У психіатричних лікарнях у деяких пацієнтів розвиваються адаптивні, але психотичні моделі поведінки, щоб уникнути конфліктів з персоналом лікарні. Як наслідок, вони відчувають певну рівновагу у сприйнятті життя в клініці та власної, хоч і деградованої, ідентичності.
Відповідно до теорії мотивації Кларка Л. Халла, організм вже при народженні має ряд адаптивних механізмів, але все ж таки більшість із них набувається в процесі навчання: реакція, яка зменшує негайну біологічну потребу, посилюється через повторне виникнення. Припускають, що спонукальні стимули відіграють важливу роль у виживанні організму. Хоча вони не виконують мотиваційної функції, організм все одно вчиться пов'язувати з ними адаптивну поведінку.